# Halloumi

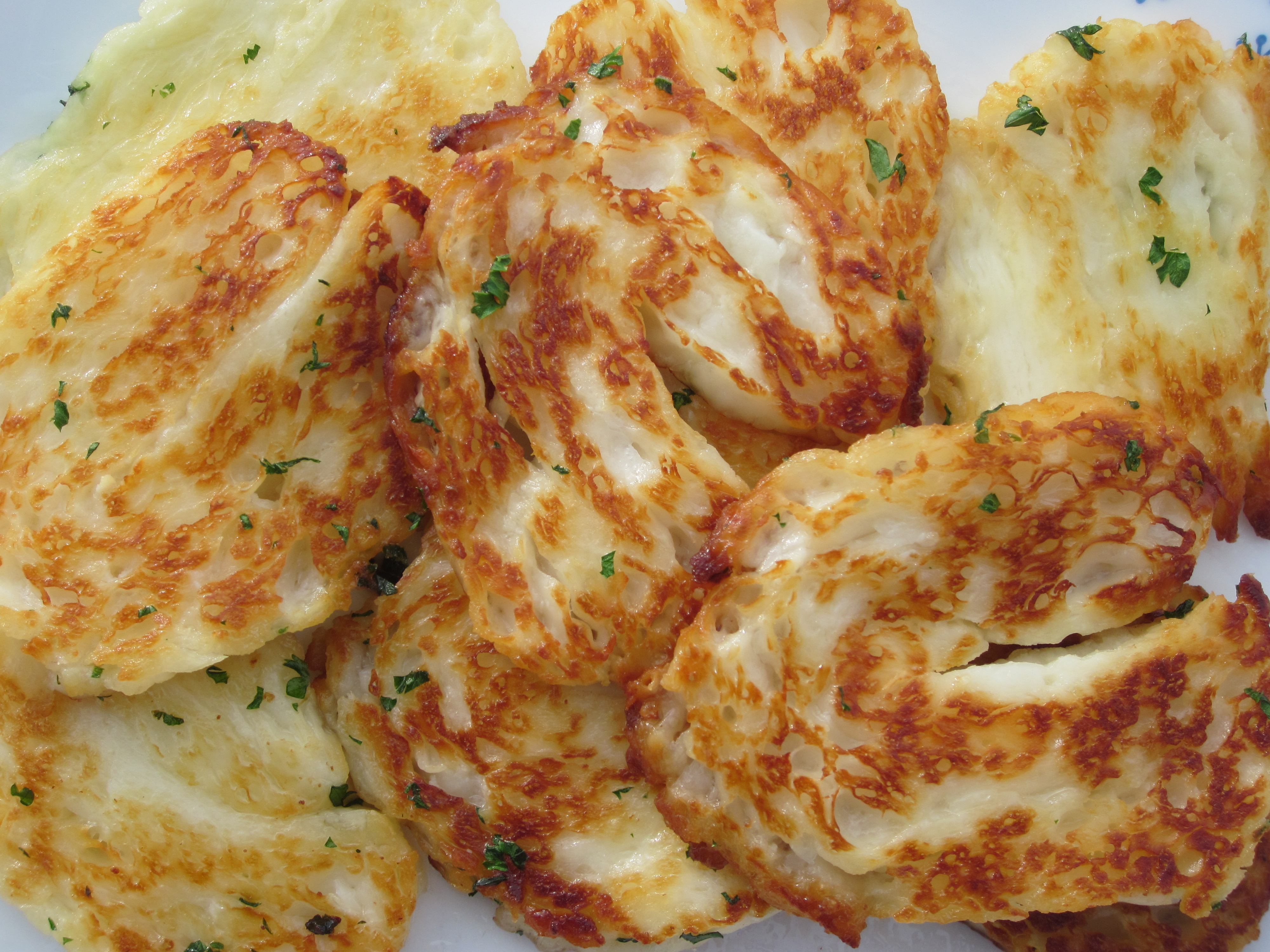
Halloumi grigliato

L'halloumi (greco: χαλλούμι) è un formaggio tipico di Cipro.
Nella parte nord dell'isola esso è conosciuto sotto il nome turco di hellim.

## Storia
La produzione dell'halloumi incominciò dopo l'invasione araba di Cipro nel settimo secolo e sia il nome greco sia quello turco derivano dall'arabo halloum: gli arabi insegnarono la fabbricazione di questo formaggio ai greci e questi ai turchi, dopo la conquista ottomana dell'isola.

### Il problema della DOP
Nel 2015 la Repubblica di Cipro e la Repubblica Turca di Cipro del Nord hanno depositato presso l'Unione europea la richiesta congiunta di far dichiarare l'halloumi come prodotto DOP dell'isola di Cipro.
A ostacolare il completamento del processo ci sono stati diversi problemi:
- l'halloumi è tradizionalmente prodotto con latte di pecora o capra, ma a causa degli enormi quantitativi destinati all'esportazione, diretta soprattutto verso il Regno Unito, la repubblica di Cipro produce il formaggio prevalentemente con latte di mucca, per lo più importato. In caso di completamento della procedura DOP questo prodotto non potrebbe più chiamarsi halloumi;[6]
- la DOP è estesa a tutta l'isola, quindi anche alla zona turca, e le autorità turco cipriote si oppongono decisamente alla modifica del disciplinare di produzione, in quanto l'hellim prodotto a nord è destinato soprattutto al consumo locale e può quindi soddisfare il disciplinare originale;
- l'hellim prodotto a nord, anch'esso incluso nella DOP come l'halloumi del sud, in quanto approvato dall'Unione europea dovrebbe essere escluso dal boicottaggio dei prodotti della Repubblica Turca di Cipro del Nord;[5]
- il nord dell'isola ha difficoltà a ottemperare agli standard igienici per la produzione del formaggio vigenti nell'Unione europea.[5]

A causa di tutto ciò, l'iter per concedere la DOP è stato completato soltanto nel 2021.

## Fabbricazione
La ricetta tradizionale vede l'utilizzo di latte di capra e di pecora; tuttavia non è raro trovarvi anche latte di mucca che nelle produzioni su scala industriale diventa prevalente, portando a una conseguente riduzione di prezzo e all'alterazione del sapore di questo particolare prodotto caseario.
Il suo colore è bianco e ha un sapore salato: spesso vede l'aggiunta di foglie di menta al suo interno che oltre ad arricchirne il sapore ne prolungherebbe anche la conservazione grazie all'azione antibatterica che questa avrebbe.
Il suo consumo può avvenire in diversi modi: può essere fritto, grigliato o utilizzato come ingrediente per un'insalata. I ciprioti amano consumarlo insieme con l'anguria durante il periodo estivo e abbinato alla carne di maiale affumicata o alla salsiccia di agnello nei mesi più rigidi.